# Wolfram Klein (Fußballspieler)
Wolfram Klein (* 8. September 1968 in Breyell) ist ein ehemaliger deutscher Fußballspieler.

## Karriere
Seinen ersten Auftritt im deutschen Profifußball hatte der vom Verbandsligisten Preussen Krefeld kommende Klein in der 2. Bundesliga mit dem Wuppertaler SV von 1992 bis 1994. Nach dem Abstieg in die Regionalliga wechselte er zum Ligarivalen Rot-Weiss Essen und spielte dort bis 1998. In dieser Zeit gelang der Wiederaufstieg in die zweite Liga. In der Saison 1998/99 spielte Klein zunächst für den FC Remscheid in der Regionalliga West/Südwest; in der Winterpause wechselte er zum Ligarivalen Alemannia Aachen, mit denen er in die 2. Bundesliga aufstieg. In der Spielzeit 2000/01 beendete er seine Profikarriere bei Fortuna Düsseldorf. In der Winterpause verließ er den Verein und spielte ab Januar 2001 in der Oberliga Nordrhein für den SV Straelen. Nach dem Abstieg 2001 in die Verbandsliga Niederrhein und dem Wiederaufstieg 2006 beendete Wolfram Klein seine aktive Karriere in der Saison 2006/07 mit dem Klassenerhalt in der Oberliga.
Seine Zweitligabilanz: 83 Spiele mit 23 Toren. In der Regionalliga: 61 Spiele, 31 Tore.